# Adrian Rogers

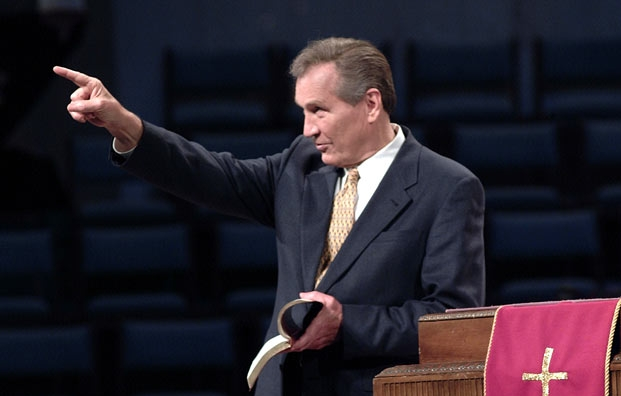
Adrian Rogers Predicando en la Iglesia de Bellevue.

Adrian Pierce Rogers (West Palm Beach, Florida, 12 de septiembre de 1931-Memphis, Tennessee, 15 de noviembre de 2005) fue un pastor cristiano estadounidense, autor y presidente de la Convención Bautista del Sur (1979-1980 y 1986-1988).También fue un gran predicador en la emisora cristiana BBN.

## Biografía
Rogers nació en West Palm Beach, Florida. Decidió ingresar al ministerio cristiano a la edad de 19 años. Fue ordenado por la Iglesia Bautista de Northwood en West Palm Beach. Estudió en la Universidad Stetson en DeLand (Florida), y obtuvo una Licenciatura en Artes en 1954, luego estudió en el Seminario Teológico Bautista de Nueva Orleans y obtuvo una Bachiller de Divinidad en 1958.  
En 1972 llegó a ocupar cargos de relevancia en la Iglesia bautista de Bellevue en Memphis, donde permaneció hasta marzo de 2005. Durante este periodo el número de miembros de su iglesia creció de 9,000 a 29,000.
Publicó 18 libros y grabó programas de radio y televisión llamados El amor que vale (en inglés Love Worth finding). Estos programas se han emitido en inglés y español.

## Presidencia de la convención bautista del sur
Fue elegido Convención Bautista del Sur en 1979 en Houston (Texas), Texas, sobre una plataforma de inerrancia bíblica. Fue reelegido en 1986 y 1987.

## Muerte
En noviembre de 2005, Rogers contrajo una neumonía en ambos pulmones como consecuencia de tratamientos para luchar contra el cáncer de colon y murió tras un período de auxilios por medio de respiración artificial a la edad de 74 años.

## Pensamiento
La teología de Rogers resulta conservadora y evangélica. Creía en la inerrancia bíblica y en la eterna seguridad del creyente.
Como muchos pastores conservadores, Rogers participó en la promoción de una agenda política conservadora en los Estados Unidos. Declaró que los cristianos tienen el deber de estar involucrados en el gobierno y que es un pecado para un cristiano abstenerse de votar en una elección[cita requerida].
La dinámica familiar fue un problema constante para Rogers. Se centró más estrechamente en padres que denominó "drop-out dads" (papás de abandono). De acuerdo con el doctor[cita requerida] Rogers, desde la Biblia se enfatiza el papel paternal en una familia: el padre debería ser la fuente primaria de enseñanza en el hogar. Fue crítico con los padres que no desempeñan este papel: 

Tenemos hoy en día papás que están interesados en los deportes, negocios, y sexo. Se han olvidado la tarea que Dios les ha encomendado de enseñar los diez mandamientos.

Afirma que los problemas sociales como la violencia, son consecuencias de padres que evitan sus responsabilidades.
En cuanto al apoyo a candidatos políticos por parte de un pastor, es un deber de éste influenciar a que su congregación tome decisiones políticas, pero no necesita, sin embargo, patrocinar a un candidato específico. Escribió que si un pastor había hecho su trabajo, los miembros de la congregación devotamente en oración usarían los estándares de la palabra de Dios para escoger al candidato correcto.